# Troublemaker

Logo der eingetragenen Bild-/Wortmarke

Troublemaker (englisch für „Störenfried, Unruhestifter“) ist eine Kleidungsmarke des deutschen Textilherstellers Troublemaker Textilversand, der seit Frühjahr 2015 nicht mehr Eigentum von Hoffman-Textil ist. Der Versandhändler mit Sitz in Cadolzburg hatte sich die Rechte an der Parole A.C.A.B. zwischen 1998 und 2007 gesichert. Die Produkte werden per Online-Shop und Katalog vertrieben, eigene Geschäftsstellen gibt es nicht, das Unternehmen fungiert jedoch auch als Zulieferer.

## Klientel
Troublemaker fokussiert sich hinsichtlich seiner Kunden auf die Hooligan- und die Neonazi-Szene. So findet die Bezeichnung Kategorie C häufig im Sortiment Verwendung und es sind entsprechende Websites auf der Internetpräsenz verlinkt. Auch schaltete Troublemaker eine Zeitungsanzeige im Magazin der mittlerweile verbotenen neonazistischen Organisation „Blood & Honour-Division Deutschland“. Des Weiteren werden auch einschlägige Läden sowie Army Shops von Troublemaker beliefert.

## Klage
Im Jahre 1999 erstattete ein Polizist Strafanzeige wegen Beleidigung gegen eine Person, welche ein von Troublemaker Textilversand stammendes Hemd trug. Auf der Frontseite des Hemdes waren die Buchstaben A.C.A.B. aufgedruckt. Das Amtsgericht Tiergarten stellte das Verfahren ein, da nicht eindeutig ermittelt werden konnte, dass die Abkürzung überhaupt für „All Cops Are Bastards“ (Alle Bullen sind Bastarde) steht; und selbst wenn es so wäre, dies nicht als persönliche Beleidigung gewertet werden könne, da es sich bei „All Cops“ (alle Polizisten) um ein zu ungenau definiertes Kollektiv handele. Die zuständige Richterin zog einen Vergleich mit der Parole Soldaten sind Mörder, zu der ebenfalls ein Verfahren wegen Beleidigung eingestellt wurde. Ferner wurde ein gezeichneter Aufdruck – welcher eine Gewalttat gegen einen Polizisten darstellt – ebenfalls als rechtlich nicht belangbar beurteilt.